# Bünsow (Familie)
Die Familie Bünsow war ein seit dem 14. Jahrhundert existierendes Familiengeschlecht.

## Geschichte und Mitglieder
Das Geschlecht der Bünsows war Teil von Patrizierfamilien, die in Greifswald und Anklam lebten. Von dort siedelten sie in mehrere pommersche Städte über. Der größte Teil der Familie lebte anfangs in Greifswald, wo die Familienmitglieder Mitte des 18. Jahrhunderts ausstarben. Der Greifswalder Zweig der Familie stellte ab 1312 immerhin 17 Ratsherren dieser Stadt und aus ihrem Kreise drei (hier folgende) Bürgermeister der Stadt: 
- 1492–1495 Johann Bünsow II.
- 1525–1555 Caspar Bünsow II.
- 1577–1587 Moritz Bünsow

In den alten Kirchen Greifswalds sind zahlreiche Grabplatten der Bünsows mit ihren Inschriften erhalten und 21 von ihnen bei Deutsche Inschriften Online dokumentiert. Auch die Brüder Lorenz/Laurentius Bünsow (1630–1679) und Christian Bünsow (* um 1640; † 17. September 1671), die beide nacheinander Rektoren der Großen Stadtschule Wismar waren, gehörten diesem Familienzweig an. 
Mitglieder der Bünsows, die in Holstein, Schweden, Estland und Mexiko lebten, gingen zurück auf ihre Vorfahren aus Anklam und Holstein (Anklamer Zweig). Die holsteinischen Bünsow stammten von Jochim Hinrich Bünsow ab, der sich in Lübeck niederließ. Er hatte einen Sohn names Jochim Hinrich (* 1630), der als Offizier bei der Artillerie in Lübeck diente. Später zog der Nachkomme Johann Ludewig (* 1718 in Hamburg) weiter nach Heide.
Aus dem Holsteiner Zweig der Familie gingen mehrere bekannte Künstler, aber auch Buchhändler, Verleger und Drucker hervor. Dazu gehörten in chronologischer Abfolge die Maler:
- Christian Friedrich Joachim Bünsow (1745–1824), Maler und Zeichenlehrer
  - Ludwig Johann Christian Bünsow (1780–1856), Landschaftsmaler und Zeichenlehrer
  - Joachim Johann Friedrich Bünsow (1789–1873), Porträtmaler und Zeichenlehrer
    - Joachim Ludwig Heinrich Daniel Bünsow (1821–1910), Landschaftsmaler

Die Familie gelangte mit dem in Kiel geborenen Forstunternehmer Friedrich Christian Ernestus Bünsow, Sohn des Kieler Malers Joachim Johann Friedrich Bünsow (1789–1873), in Schweden zu ansehnlichem Vermögen und er wurde als einer der „Sägewerkspatrone“ bekannt. Dessen Sohn, der schwedische Diplomat Robert Bünsow, veröffentlichte einen Überblick über die Familiengeschichte.